# Euryale (ophiure)
Genre
Euryale est un genre d'ophiures (échinodermes) de la famille des Euryalidae.

## Liste des espèces
Selon World Register of Marine Species (11 janvier 2016) :
- Euryale aspera Lamarck, 1816 -- Indo-Pacifique tropical
- Euryale purpurea Mortensen, 1934 -- Mer de Chine

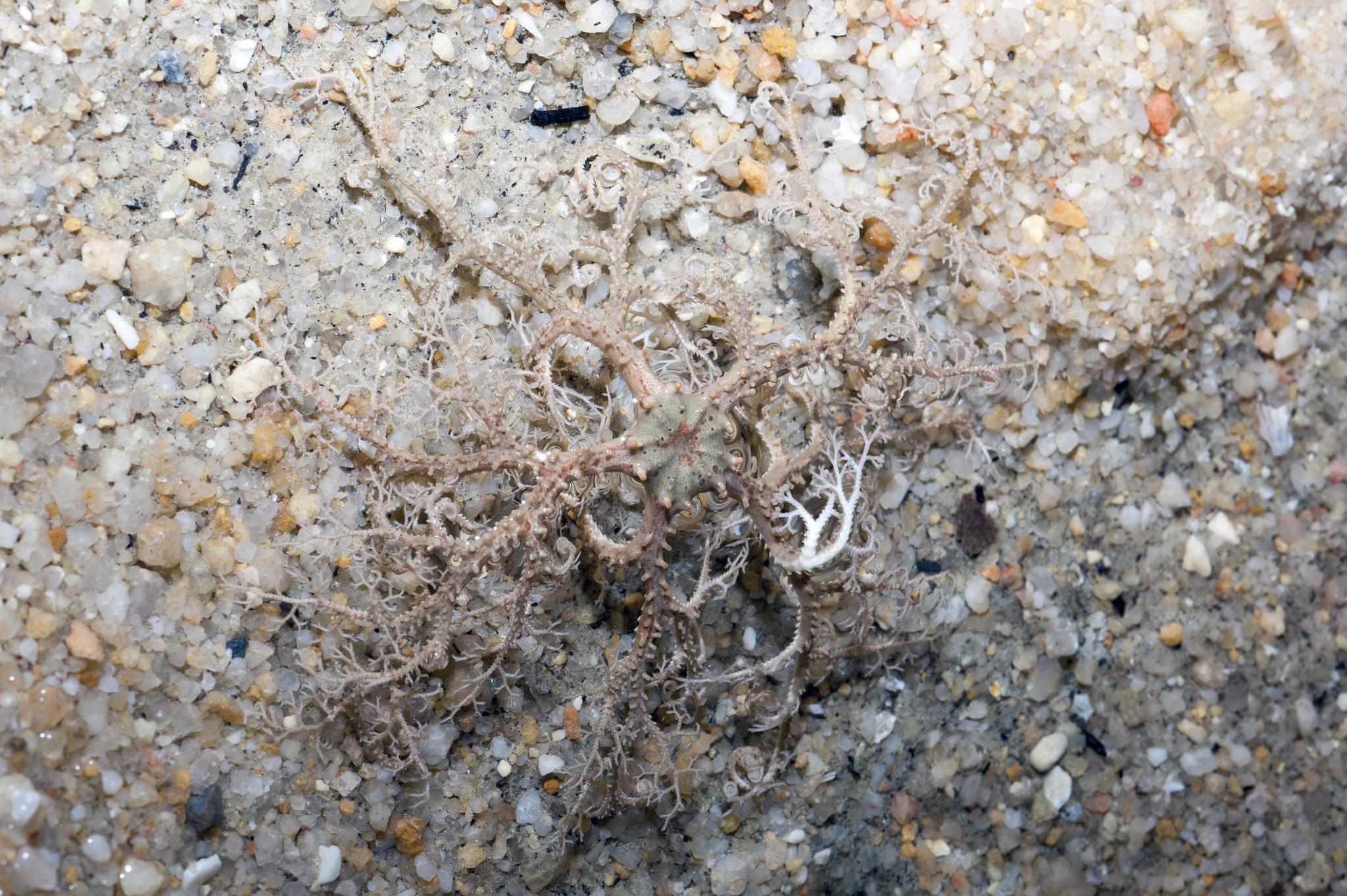
Euryale aspera à Singapour.
holotype d'Euryale purpurea